# Goyang KH FC
Goyang KH FC ist ein Fußballfranchise aus der Stadt Goyang in Südkorea. Der Verein spielt aktuell in der K4 League, der vierthöchsten Spielklasse Südkoreas.

## Geschichte

### Vorgeschichte und Gründung
Erste Gerüchte um eine Vereinsgründung kam Ende September 2021 auf, als das Unternehmen die Gerüchte um eine mögliche Vereinsgründung bestätigten. Am 29. September 2021 unterschrieben das Unternehmen iHQ und die Stadt Goyang einen Nutzungsvertrag für das Goyang-Stadion, welches die neue Heimspielstätte des Vereins werden sollte. Die offizielle Vereinsgründung erfolgte am 10. Dezember 2021. Als erster Trainer des Vereins wurde Bae Seong-jae vorgestellt, welcher unter anderem Trainer bei Bangkok FC aus Thailand war.

### Premieren-Saison (2022)
Für die Premieren-Spielzeit von Goyang KH FC wurden bis Ende 2021, mit Kim Su-ahn, Ku Hyeon-uh und Han Jae-min schon drei Spieler verpflichtet, ehe die offizielle Spielerverpflichtung Anfang 2022 stattfinden wird.

### Historie-Übersicht
| Saison | Liga      | Kl. | Vereine | Spiele | Pl. | S | U | N | Tore | Pkt. | KFA Cup | Play-Off | Trainer       |
| 2022   | K4 League | 4   | 18      | 34     |     |   |   |   | -:-  |      |         |          | Bae Seong-jae |

## Stadion
| Stadion | Name                 | Eigentümer             | Eröffnung | Nutzungszeitraum | Nutzungszeitraum |
| Stadion | Name                 | Eigentümer             | Eröffnung | Von              | Bis              |
| ------- | -------------------- | ---------------------- | --------- | ---------------- | ---------------- |
|         | Goyang-Ersatzstadion | Stadtverwaltung Goyang | 2003      | 2022             | Bis jetzt        |